# Amar Hodžić
Amar Hodžić (* 12. Juli 1999 in Klagenfurt am Wörthersee) ist ein österreichischer Fußballspieler.

## Karriere
Hodžić begann seine Karriere beim SV Tainach. Zwischen 2012 und 2013 spielte er beim VST Völkermarkt, danach kehrte er zu Tainach zurück. 2014 kam er in die Akademie des Wolfsberger AC.
Im März 2016 spielte er erstmals für die Amateure des WAC in der Regionalliga, als er am 17. Spieltag der Saison 2015/16 gegen den SC Kalsdorf in der Halbzeitpause für Luka Caculovic eingewechselt wurde. Zu Saisonende musste er mit WAC II aus der Regionalliga absteigen. Nach einer Saison gelang aber der Wiederaufstieg.
Im August 2017 debütierte er für die Profis in der Bundesliga, als er am fünften Spieltag der Saison 2017/18 gegen den FC Admira Wacker Mödling in der 76. Minute für Mihret Topčagić in die Partie gebracht wurde. Dies blieb sein einziger Saisoneinsatz. In der Spielzeit 2018/19 kam er zu vier Einsätzen in der Bundesliga.
Nachdem er bis zur Winterpause der Saison 2019/20 zu keinem Ligaeinsatz gekommen war, wurde er im Jänner 2020 an den Zweitligisten SK Vorwärts Steyr verliehen. Nach zwei Einsätzen für die Oberösterreicher kehrte er im Juni 2020 während der laufenden Saison zum WAC zurück. In der Saison 2020/21 kam er zu einem Bundesligaeinsatz und zehn in der Regionalliga für die Amateure.
Zur Saison 2021/22 wechselte er zum Regionalligisten WSC Hertha Wels.